# Sub-Lingual Tablet
Sub-Lingual Tablet è il trentesimo album in studio del gruppo musicale britannico The Fall, pubblicato nel 2015.

## Tracce
1. Venice with the Girls (Mark E. Smith, Dave Spurr, Keiron Melling) – 4:11
2. Black Roof (Smith, Rob Barbato, Tim Presley) – 1:46
3. Dedication Not Medication (Smith, Spurr) – 4:47
4. First One Today (Smith, Eleni Poulou) – 2:45
5. Junger Cloth (Smith, Spurr, Melling) – 4:55
6. Stout Man (Iggy Pop, James Williamson) – 3:15
7. Auto Chip 2014-2016 (Smith, Poulou) – 10:03
8. Pledge! (Smith) – 6:32
9. Snazzy (Smith, Poulou) – 2:29
10. Fibre Book Troll (Smith, Poulou, Spurr) – 5:59
11. Quit iPhone (Smith, Spurr, Melling) – 4:10

## Formazione
- Mark E. Smith – voce, chitarra (in First One Today)
- Peter Greenway – chitarra
- Elena Poulou – sintetizzatore
- David Spurr – basso
- Keiron Melling – batteria
- Daren Garratt – batteria, percussioni, cori (in Auto Chip 2014-2016)